# Антонов, Иван Иванович
Ива́н Ива́нович Анто́нов (1880 — ?) — рабочий из крестьян, депутат Государственной думы I созыва от Пермской губернии.

## Биография

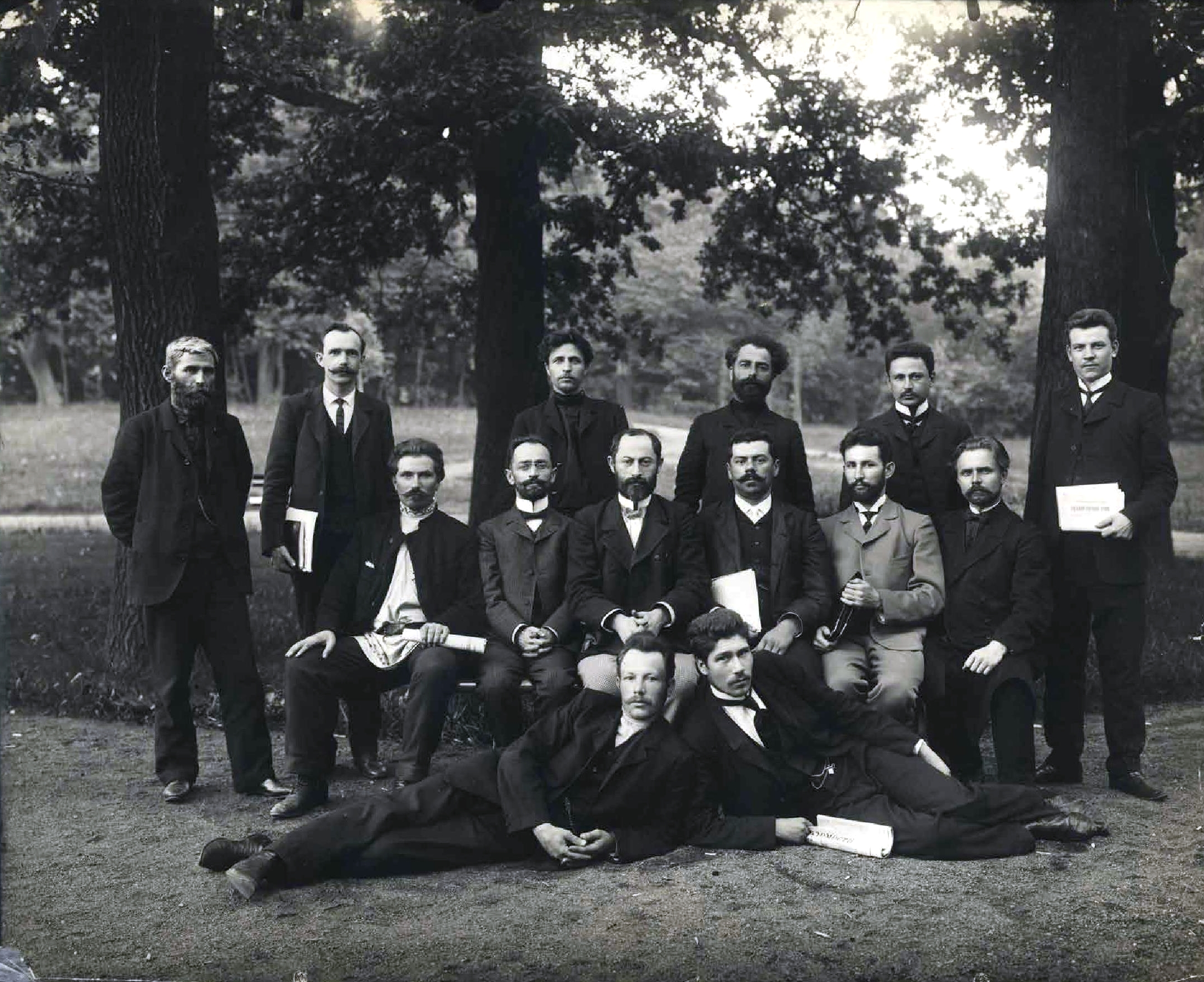
Социал-демократическая фракция I Государственной думы. Стоят: И. И. Рамишвили, И. Ф. Савельев, З. И. Выровой, С. Н. Церетели, И. Г. Гомартели, А. И. Смирнов; сидят: М. И. Михайличенко, С. Д. Джапаридзе, Н. Н. Жордания, В. А. Ильин, П. А. Ершов, И. Е. Шувалов; лежат: В. Н. Чурюков, И. И. Антонов

Родился в крестьянской семье в 1880 году (один из самых молодых депутатов государственной Думы 1-го созыва). Учился в народной школе. Получил начальное образование. Рабочий Верхне-Салдинской волости Верхотурского уезда Пермской губернии. Слесарь на Верхне-Салдинском и Надеждинском заводах в Верхотурском уезде.
На губернском избирательном собрании 15 апреля 1906 г. был выборщиком от рабочей курии. Политическая позиция И. И. Антонова определилась в процессе работы в Думе. Трудовики в своём издании «Работы Первой Государственной Думы» его политическую позицию характеризуют как «Трудовая группа — Социал-демократы». В конце работы первой Думы вошел в социал-демократическую фракцию. Это же подтверждают и члены Трудовой группы, в комментарии к выступлению Антонова 6 июля, он охарактеризован, как социал-демократ
Известны два выступления И. И. Антонова с парламентской трибуны. 29 апреля в прениях о всеобщей политической амнистии он выступил сбивчиво, но эмоционально:

… вот мы людей судим, что они виноваты, что они заблудились, да вовсе они не виноваты — нет у нас виноватых людей — ведь льется кровь христиан — если у нас что и было, то нельзя иначе сказать, как недоразумение. Это было чувство открыто; первый раз в России родилась воля, свобода слова, свобода всего. Так значит нам и прений сейчас не надо — давайте покончим дело рука об руку"
.
На 6 июля на 39 заседании по вопросу о необходимости обращения к народу с «успокоительным воззванием» Антонов сказал:

Господа народные представители! Я нахожу, что крестьянам будет не только интересно, но очень важно получить наше воззвание. Кроме того, воззвание может повлиять на крупных землевладельцев, раз Дума скажет твердо, что необходимо принудительное отчуждение земель. Тогда и помещики станут считаться с Думой. Народ жаждет этого воззвания, народ знает, что Дума находится в критическом положении. Я думаю, что нам нужно описать, в каком положении мы находимся, как у нас с министерством. Я просил бы Государственную Думу во что бы то ни стало сделать воззвание и именно с такими поправками, так как я сам крестьянин, рабочий я знаю нужды крестьян (левая [часть] и центр аплодируют; на правых скамьях раздаётся резкое шиканье).
Принимал участие в работе думской комиссии, проводившей ревизию выборов в Житомире.
Подписал «Выборгское воззвание» 10 июля 1906 года в г. Выборге.
После роспуска Думы был выслан из Пермской губернии по этапу (37 дней), некоторое время проживал в Казанской губернии, но и оттуда был выслан в начале 1907 г. Болел тифом, находился под  полицейским надзором, пережил безработицу. Осужден за подписание Выборгского воззвания по ст. 129, ч. 1, п. п. 51 и 3 Уголовного Уложения, приговорён к 3 месяцам тюрьмы и лишён избирательных прав.
Дальнейшая судьба неизвестна.

### Рекомендованные источники
- Н. А. Томилов. Россия и восток: история и культура, Омский гос. университет, 1997  333 с. Архивная копия от 1 октября 2015 на Wayback Machine С. 114.